# Ryjówka górska
Ryjówka górska (Sorex alpinus) – gatunek ssaka z rodziny ryjówkowatych, zamieszkujący góry Jura, Góry Dynarskie, Alpy, Sudety i Karpaty.

## Wygląd
Długość głowy i tułowia wynosi od 6,2 do 8,8 cm, ogona od 6,0 do 7,5 cm. Masa ciała to 6–10 g. Barwa grzbietu łupkowo-czarna, brzucha nieznacznie jaśniejsza. Małżowina uszna jest prawie całkiem ukryta w futrze. Pyszczek ma szpiczasty. Końce zębów jaskrawoczerwone. Jest gatunkiem średniej wielkości ze stosunkowo długim ogonem i dużymi stopami tylnych nóg.  Ogon pokryty krótkimi włosami, dwubarwny i co najmniej tak długi jak łączna długość głowy i tułowia. Młode osobniki są jaśniej ubarwione.

## Rozród
Samica rodzi rocznie 2 lub 3 mioty po 3–9 młodych (najczęściej: 5–7). Okres rozrodczy trwa od kwietnia do października. Młode rozwijają się szybko. Zwierzęta urodzone w pierwszych wiosennych miotach mogą przystępować do rozrodu jeszcze w tym samym roku.

## Tryb życia
Ryjówka górska prowadzi skryty tryb życia. Jest gatunkiem naziemnym. Występuje zarówno na terenach otwartych, jak i leśnych.

## Rozmieszczenie geograficzne
Ryjówka górska jest traktowana jako gatunek endemiczny Europy. Na terenie tego kontynentu wyróżniane są dwa zasięgi występowania gatunku: 
- góry Jura (na pograniczu Francji i Szwajcarii, stanowiące północne odgałęzienie Alp), Góry Dynarskie i Alpy – wraz z obszarami przyległymi,
- Sudety i Karpaty.

Najprawdopodobniej gatunek znacznie zmniejszył swój zasięg na przestrzeni ostatnich kilkudziesięciu lat. Mimo przeprowadzonych przez naukowców intensywnych poszukiwań, nie udało się potwierdzić obecności tych zwierząt w historycznych stanowiskach na terenie Pirenejów i gór Harz. Ostatnie potwierdzenie pochodziło z 1954 roku. 

## Ekologia
Ryjówka górska jest zwierzęciem stałocieplnym o całorocznej aktywności. Metabolizm jej organizmu jest szybki i wykazuje duże zapotrzebowanie na pokarm. Dziennie zjada racje pokarmowe większe 2–3-krotnie od jej masy ciała. Żywi się drobnymi zwierzętami, głównie bezkręgowcami. Żeruje penetrując na powierzchni gruntu, ściółki lub nad wodą. W zimie żywi się także padliną.

### Środowisko
Występuje zarówno na terenach otwartych, jak i leśnych. Zasięg pionowy: 200–2500 m n.p.m. lub od 500 m n.p.m. do górnej granicy lasu.

## Ochrona
W Polsce podlegała ścisłej ochronie gatunkowej. Od 2011 r. podlega ochronie częściowej.